# Winona Ryder
Winona Ryder, pravim imenom Winona Laura Horowitz (Winona, Minnesota, 29. listopada 1971.), je američka filmska glumica. Dobitnica je Zlatnog globusa za sporednu ulogu, a zaslužila je i dvije nominacije za Oskara.

## Životopis
Ime je dobila po gradu u kojem je rođena. Njezin kum je čuveni filozof i psiholog Timothy Leary. U sedmoj godini obitelj joj se preselila u sjevernu Kaliforniju, u gradić Elk. U domu gdje je odrasla nije bilo električne struje ni vodovodne mreže. Kada je imala deset godina obitelj se ponovno preselila, ovoga puta u Petalumu, sjeverno od San Francisca. Upisala se u American Conservatory Theatre u San Franciscu gdje je učila glumu i glumila u manjim predstavama. Filmski debi ostvarila 1986. u filmu Lucas. Nakon debija mijenja prezime u Ryder. Iduće godine igra i prvu glavnu ulogu u drami Square Dance.
Godine 1990. glumila je, zajedno s tadašnjim dečkom, Johnnyjem Deppom, u filmu Edward Škaroruki, dvije godine kasnije u Drakuli F.F. Coppole, da bi 1993. ostvarila značajnu ulogu u filmu Martina Scorsesija, Doba nevinosti za koju je ostvarila nominaciju za Oskara.
Drugu nominaciju za Oskara zaslužila je ulogom Jo March u filmu Male žene. Tri godine kasnije odigrala je ulogu androida u zf filmu Alien: Uskrsnuće.

## Skandal
U prosincu 2001. uhićena je zbog krađe u trgovini u Beverly Hillsu. 6. prosinca 2002. godine proglašena je krivom i osuđena na 3 godine uvjetne kazne, 480 sati dobrovoljnog rada, 3.700 US dolara kazne i 6.355 US dolara za nadoknadu štete trgovini. Oslobođena je treće točke optužnice za namjernu krađu.

## Filmografija
- Lucas (1986.)
- Square Dance (1987.)
- Bubimir (1988.)
- 1969. (1988.)
- Velike vatrene kugle (1989.)
- Heathers (1989.)
- Dobrodošla kući, Roxy Carmichael (1990.)
- Sirene (1990.)
- Edward Škaroruki (1990.)
- Noć na Zemlji (1991.)
- Drakula (1992.)
- Doba nevinosti (1993.)
- Kuća duhova (1993.)
- Zagrizi život (1994.)
- Male žene (1994.)
- Istkano srcem (1995.)
- Dečki (1996.)
- U potrazi za Richardom (1996.)
- Vještice iz Salema (1996.)
- Alien: Uskrsnuće (1997.)
- Slavne ličnosti (1998.)
- Prekinuta mladost (1999.)
- Izgubljene duše (2000.)
- Jesen u New Yorku (2000.)
- Zoolander (2001.)
- S1m0ne (2002.)
- Slučajni milijunaš (2002.)
- The Heart Is Deceitful Above All Things (2004.)
- Replikant (2006.)
- The ten (2006.)
- Sex and death 101 (2007.)
- The Last word (2008.)
- The informers (2009.)
- Stay cool (2009.)
- Zvjezdane staze (2009.)

### Televizija
- Prijatelji (2001.)
- Stranger Things (2016.- )

## Vanjske poveznice
- Winona Ryder u internetskoj bazi filmova IMDb-u (engl.)